# Sympathy for Delicious
Sympathy for Delicious es una película dramática del 2010, y el debut como director de Mark Ruffalo. El rodaje tuvo lugar en Los Ángeles.

## Sinopsis
Un DJ paralizado (Thornton) recibe más de lo que esperaba cuando busca el mundo de la curación por la fe.

## Elenco
- Christopher Thornton ...  Dean O'Dwyer
- Orlando Bloom ...  The Stain
- Juliette Lewis ...  Ariel Lee
- Mark Ruffalo ...  Joe
- Laura Linney ...  Nina Hogue
- John Carroll Lynch ...  Healer
- Noah Emmerich ...  Rene Faubacher

## Producción
El rodaje tuvo lugar en Los Ángeles, California desde el 5 de enero al 28 de febrero de 2009.
Mark Ruffalo habló sobre algunas de las críticas que recibió:
Sentí que algunas de esas críticas eran realmente mezquinas. No lo pude entender al principio. La crítica de The New York Times brilló, y USA Today hizo una réplica crítica de la crítica. Nunca he visto eso, como: "Oye, ¿cuál es tú problema?" Comencé a ganar un montón de apoyo mientras el festival continuó, pero cuando ganó el premio, un crítico vino hacia mí: "Así que, ¿tienes un problema de ser criticado?" Yo dije, "No, tengo un problema con alguien siendo abiertamente malo. Me gustaría hacer otra película algún día, honestamente, y eso duele mis chances de hacerlo. Me importa mucho sobre ello. Es como un hijo para mí." Él dijo, "No crees que por ser Mark Ruffalo, ¿podrás hacer una película cuando tú quieras? ¿No es por eso que hiciste tú película?" Me tomó diez años hacer esa película. Nadie quería hacerla. Fue una labor de amor. Y luego me di cuenta, oh demonios, hay un schadenfreude a esto. Lo estaba tomándolo a su valor nominal en un primer momento, pero quizás le llega a otras personas de la manera equivocada. ¿Por qué debería hacer una película? ¿Por qué soy un actor? Había un poco de eso. Estoy bien con ello. Ya trato de no confiar demasiado en las críticas. Eso puede ser un camino doloroso. Para mí, actúo o dirijo porque amo contar historias y estar involucrado en el cine. Amo tener una conversación con la audiencia, así lo que los críticos digan se ha convertido cada vez menos importante para mí."